# Unterer Rotgüldensee
Der Untere Rotgüldensee ist ein Stausee mit einem Stauziel von 1733 m ü. A., der sich innerhalb der Ankogelgruppe in der Salzburger Gemeinde Muhr befindet. Er wird energiewirtschaftlich als Jahresspeicher genutzt und verfügt über ein Speichervolumen von 15 hm³ (= 0,015 km3; entspricht 20 GWh elektrischer Energie).
Der kleinere Obere Rotgüldensee liegt 500 m südwestlich des Unteren, gut 260 m höher und entwässert in den Unteren.

## Talsperre
Der einstige natürliche See wurde zunächst durch einen 1957 fertiggestellten, 18 Meter hohen Steinschüttdamm zu einem Speichersee mit einem Nutzinhalt von 3 hm³ (= 0,003 km3) bei einem Stauziel von 1710,5 m aufgestaut. Das relative kleine Einzugsgebiet des Stausees von 9,8 km² wurde 1982 bis 1984 durch die Fassung der Mur und der Muritzen in einem 6,1 km langen Freispiegelstollen mehr als verdreifacht. In den Jahren 1988 bis 1991 wurde dann in einer zweiten Ausbaustufe der Damm auf seine heutige Dimensionen mit 45 Metern Höhe vergrößert, sodass der Untere Rotgüldensee nun das ganze Tal einnimmt. Bei der Begrünung des Steinschüttdamms wurden als Pilotprojekt neue Wege beschritten, indem die Vegetation in Bereichen, die vom vergrößerten See überflutet wurden, abgetragen und auf den Staudamm verpflanzt wurde, sodass dieser sich nun relativ harmonisch in die Umgebung einpasst und den See fast weiterhin wie einen natürlichen See aussehen lässt.

## Energiewirtschaftliche Nutzung
Der Untere Rotgüldensee wird durch das Kraftwerk Hintermuhr (104 MW) der Salzburg AG als Jahresspeicher genutzt. 2008 wurde das Kraftwerk zu einem Pumpspeicherkraftwerk erweitert und nutzt seitdem zusätzlich den Unteren Rotgüldensee als Oberbecken für einen Pumpspeicherbetrieb.

## Tourismus
Direkt am westlichen, linken Ende des Staudamms liegt die im Zuge der Dammerhöhung zwischen 1992 und 1994 neu erbaute Rotgüldenseehütte des Österreichischen Alpenvereins.